# سووتسکویه (استان بلگورود)
سووتسکویه (انگلیسی: Sovetskoye, Belgorod Oblast) یک شهرک در بخش آلکسیفسکی استان بلگورود کشور روسیه است.